# Gezeitenkraftwerk Kislaja Guba
Das Gezeitenkraftwerk Kislaja Guba ist ein Gezeitenkraftwerk in Staudamm-Bauweise in der Sauren Bucht (russisch Кислая губа Kislaja Guba, wörtlich „Saure Bucht“), einem Fjord nördlich von Murmansk in Russland, der am Nordende in die Barentssee mündet.

## Technik und Geschichte
Die Anlage war bei ihrem Bau ein Versuchsprojekt und hatte daher eine relativ kleine elektrische Leistung von nur etwa 400 Kilowatt. Das Kraftwerk wurde 1968 gebaut und war damit nach dem Gezeitenkraftwerk Rance die zweite derartige Anlage weltweit.

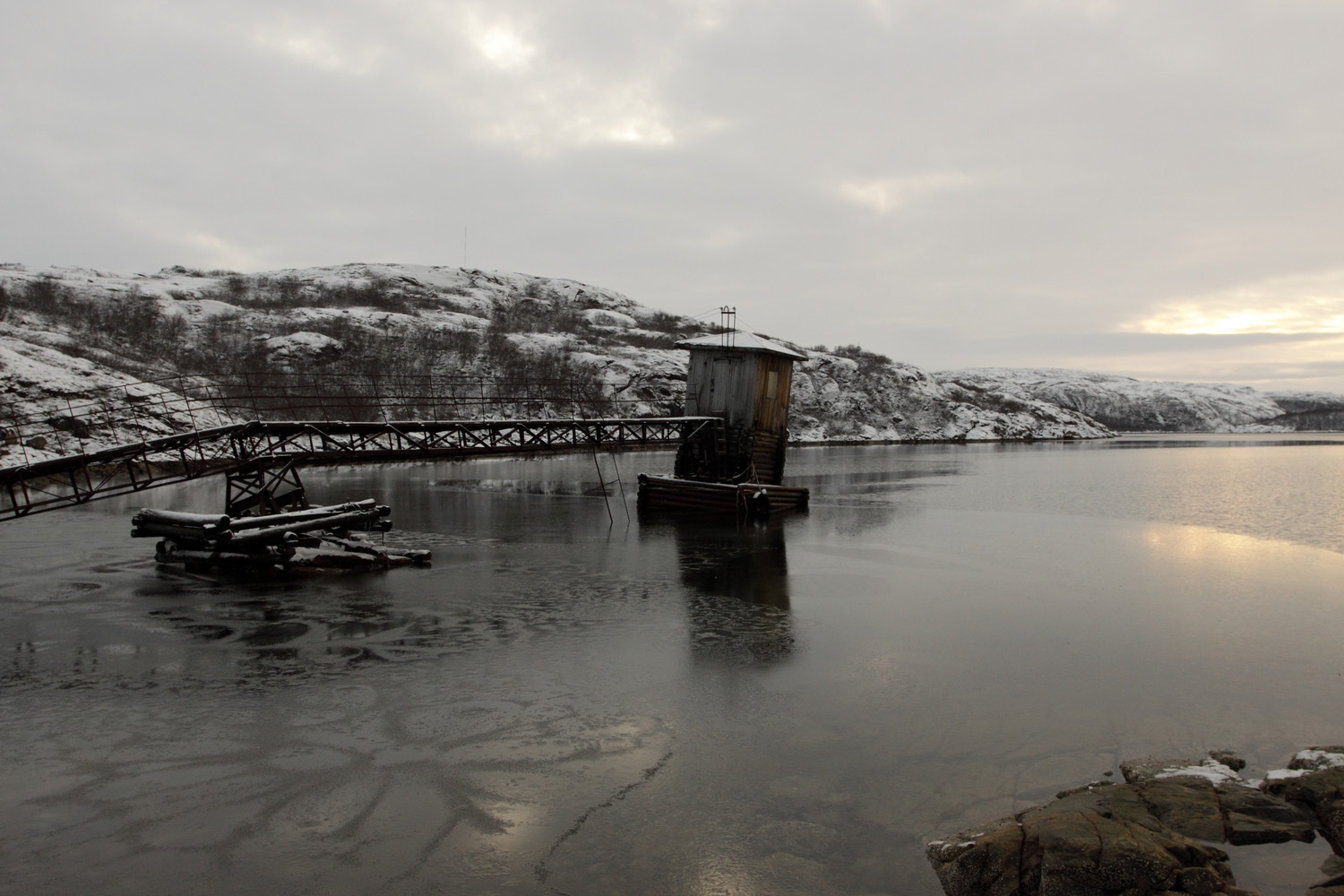
Blick über die Kislaja Guba

Die Anlage ist als wissenschaftlich-technisches Denkmal Russlands geschützt. Sie hat auf der Expo 2005 in Japan eine Goldmedaille gewonnen. Betreiber ist RusHydro.
Der Standort für das Kraftwerk wurde gewählt, da der Fjord mit einer Fläche von etwa 1 km² und einem Tidenhub von ca. 5 m an der Mündung eine schmale Meerenge (Breite nur etwa 50 m) aufweist, die relativ leicht durch ein Absperrbauwerk geschlossen werden konnte.
Das Turbinengebäude aus Stahlbeton mit den Abmessungen 36 m × 18 m × 15 m wurde in einem Dock in der Nähe von Murmansk gebaut, dann über 100 km schwimmend zum Einsatzort geschleppt und dort auf sein Fundament abgesenkt. Die Originalturbine aus den 1960er Jahren war eine Kaplan-Turbine mit einem Rotordurchmesser von 3,3 m. Sie stammte von der französischen Firma Neyrpic, die diesen Typ bereits erfolgreich in Rance eingesetzt hatte.
Ab 1994 wurde das Kraftwerk für zehn Jahre wegen Finanzierungsproblemen stillgelegt. Bis zu diesem Zeitpunkt hatte die Anlage etwa 8 TWh an elektrischer Energie erzeugt. Durch das Verschließen des Kraftwerkes wurde der Zufluss an Meerwasser bei auflaufender Flut so weit behindert, dass der Salzgehalt im Wasser des Fjords merklich abnahm, was ein Fischsterben zur Folge hatte. Erst nachdem ein Kanal geöffnet wurde, so dass wieder ein Wasseraustausch mit dem Meer stattfand, erholte sich die Fauna im Fjord.
Im Jahr 2004 nahm die Anlage den Betrieb wieder auf. Für die Wiederinbetriebnahme wurde die Kaplanturbine durch eine „orthogonale“ Turbine (ähnlich einem H-Darrieus-Rotor mit 4 Flügeln) mit einer Leistung von 200 kW ersetzt. Dieser Turbinentyp hat den Vorteil, dass die Drehrichtung von der Flussrichtung des Wassers unabhängig ist, dass sich also die Drehrichtung mit dem Wechsel von Ebbe und Flut nicht umkehrt. Hierdurch konnten die Betriebskosten um ca. 30 % reduziert werden. Der Läufer mit einem Durchmesser von 2,5 m wurde von der sonst vor allem für ihre Atom-U-Boote bekannten Sewmasch-Werft in Sewerodwinsk gefertigt. 2007 wurde eine weitere, weitaus größere „orthogonale“ Turbine mit einer Leistung von 1500 kW installiert, die ab 2006 ebenfalls von Sewmasch hergestellt worden war.
Es gibt in Russland Pläne für zwei neue, weit größere Projekte dieser Bauart in der Nähe der Kleinstadt Mesen am Weißen Meer und nahe Tugur (russisch Тугур) am Ochotskischen Meer, deren Umsetzung jedoch in nächster Zukunft nicht zu erwarten ist.